# 고래 (노래)
《고래》는 대한민국의 개그맨 겸 가수인 박명수와 그룹 카라의 멤버 니콜, 그리고 작곡가 그룹 이트라이브가 함께한 프로젝트 그룹 "명콜드라이브"의 첫 번째 싱글이다.

## 발표
2010년 7월 13일 각종 언론을 통해서 "고래"의 발표 사실이 알려졌다. 이어 7월 15일에는 녹음실에서 박명수와 니콜이 함께 촬영한 사진이 공개되었다. 제작사 측에서는 무한도전 '올림픽대로 듀엣가요제' 편을 통해 공개되었던 "냉면"의 후속작이 될 것이라고 밝혀 많은 관심을 받았다. 7월 20일 공개된 "고래"는 싸이월드 BGM, 소리바다, 다음 뮤직 등의 음악 스트리밍 사이트에서 실시간 차트 1위를 기록하는 등 좋은 반응을 얻었다.

## 수록곡
전체 작사·작곡: 이트라이브
| #             | 제목                      | 재생 시간 |
| ------------- | ------------------------- | --------- |
| 1.            | 〈"고래"〉                | 3:26      |
| 2.            | 〈"고래"〉 (Instrumental) | 3:24      |
| 총 재생 시간: | 총 재생 시간:             | 6:50      |

## 같이 보기
- 명카드라이브